# Стен Марш
Стенлі Рендалл (Стен) Марш — персонаж анімаційного серіалу «Південний Парк». Він озвучений і створений на основі співавтора мультфільму Трея Паркера. Стен є одним з чотирьох центральних персонажів шоу, разом з його друзями Кайлом Брофловскі, Кенні Маккорміком і Еріком Картманом. Він дебютував у телевізійному ефірі під час першої виходить «Південного Парку» 13 серпня 1997 року, після того як спочатку з'явився у короткометражці «Різдвяний дух», створеному Паркером разом з його другом Меттом Стоуном, який включав дві частини: «Ісус проти Фрості» (1992 рік) і «Ісус проти Санти» (1995 рік).
Стен ходить до третього, а потім четвертого класу і зазвичай виявляється досить досвідченим і мудрим порівняно з іншими персонажами, що є нехарактерним для мешканців уявного міста Саут-Парк, штат Колорадо. Він зазвичай дружелюбний, готовий допомогти і часто разом з Кайлом вони виступають у ролі головних героїв мультфільму. Стен часто в неоціненій усній формі висловлює виразне відсутність поваги до дорослих і їх досвіду, оскільки дорослі мешканці Саут-Парка рідко використовують свої здібності до критичного мислення.
Стен анімований за допомогою комп'ютерної графіки таким чином, щоб імітувати оригінальний метод показу картин, вирізаних з кольорового паперу. Він також з'являється у повнометражному фільмі 1999 року «Південний Парк: більше, довше і без цензури», а також у засобах масової інформації, письмових про «Південний Парк» і товарах, що базуються на ньому. Хоча Паркер і Стоун зобразили Стена як дитину, його діалоги часто відображають позиції і погляди, орієнтовані на дорослих, питання, які він піднімає, часто цитуються у численних публікаціях фахівців з політики, релігії, масової культури і філософії.
День народження Стена — 19 жовтня (так само, як і Трея Паркера). За знаком зодіаку він Ваги.

## Роль
Стен живе в Саут-Парку разом зі своїм батьком Ренді, який працює геологом, та матір'ю Шерон, секретаркою в клініці ринопластики. Окрім того, разом із ним та його батьками мешкають його старша сестра Шеллі, яка є хуліганкою і регулярно б'є Стена, а також його столітній дідусь Марвін, прикований до інвалідного візка, який через старече слабоумство називає Стена «Біллі» й колись намагався змусити онука допомогти йому піти з життя.
Стен навчається в Початковій школі Саут-Парку в четвертому класі містера Гаррісона. Упродовж перших 58 епізодів шоу (з 1997 року до серії «Четвертий клас» четвертого сезону, яка вийшла в 2000 році) Стен і його друзі навчалися в третьому класі. У серії «У тебе 0 друзів» на сторінці Facebook дата народження Стена вказана як 19 жовтня 2001 року.
Стен часто соромиться і дратується через витівки свого батька, зокрема через його пияцтво в громадських місцях. У нього також є дядько Джімбо, з яким його стосунки розвивалися протягом перших двох сезонів.
Серед головних героїв серіалу Кайл — єдиний єврейський хлопчик, Картман страждає від ожиріння, жадібності та крайнього фанатизму, а Кенні живе в умовах крайньої бідності й часто помирає. Відмінною рисою Стена (згідно з офіційним сайтом мультсеріалу) є те, що він — «нормальний, середньостатистичний американець, який просто є дитиною».
Попри це, у серії «Ассбурґери» глядачі дізнаються, що Стен починає свій день з ковтка віскі, аби світ не здавався йому «лайном».
Стен створений на основі Трея Паркера, у той час як Кайл — на основі Метта Стоуна. Стен і Кайл — найкращі друзі, а їхні стосунки, що відображають реальну дружбу Паркера й Стоуна, є наскрізною темою шоу. Вони мають розбіжності, але їх дружба ніколи не зазнає серйозних потрясінь. Як і з іншими друзями та однокласниками, Стен часто свариться з Картманом, ображається на його поведінку й відкрито глузує з його ваги.
Стен також є близьким другом Кенні. У своєму заповіті Кенні зізнається, що Стен — один з найкращих друзів, про яких тільки можна мріяти. Стен добре розуміє приглушену мову Кенні і зазвичай вигукує: «Боже мій! Вони вбили Кенні!» після кожної його смерті, що дає Кайлу можливість додати: «Сволочі!»
Стен — єдиний з головних героїв, у кого є дівчина — Венді Тестабурґер. Їхні стосунки були повторюваною темою в багатьох сезонах серіалу. Проте в сьомому сезоні, в епізоді «Родзинки», Венді розлучається зі Стеном, але вони миряться в одинадцятому сезоні в серії «Список». Коли Венді намагається поцілувати Стена або заговорити з ним, він сильно нервує і його нудить — це повторювана жартівлива сцена в серіалі.
У багатьох епізодах Стен стикається з етичними проблемами, моральними дилемами та суперечливими питаннями і часто виголошує промову, в якій підсумовує свій досвід. Зазвичай вона починається словами: «Сьогодні я багато чого зрозумів…»

## Родина

### Ренді Марш
Батько Стена та Шеллі, геолог. Є одним із ключових дорослих персонажів серіалу. Часто поводиться інфантильно, потрапляє в безглузді ситуації, і цим викликає сором у свого сина.

### Шерон (іноді Керол) Марш
Мати Стена та Шеллі. Працює секретаркою в клініці ринопластики. На відміну від Ренді, зазвичай є голосом розуму в родині.

### Шеллі Марш
Підліткова сестра Стена. Носить брекети, часто роздратована, агресивна. Ненавидить свого молодшого брата, постійно обзиває його «дурником» і б'є.

### Марвін Марш (Дідусь Марвін)
Старий дідусь Стена, якому 102 роки (згадується в серії «Смерть»). Страждає на старече слабоумство. Називає Стена «Біллі» — так само, як його дід колись називав його самого. Озвучений Треєм Паркером, як і Ренді та Стен.
- У молодості працював 50 років на металургійному заводі.
- Під час Другої світової війни пілотував літак Supermarine Spitfire над Німеччиною.
- Його друге ім'я — Ренді, як і в сина.
- Іноді в серіях його помилково називають дідом по лінії Шерон, хоча пізніше уточнюється, що він — батько Ренді.
- Був членом таємного товариства, яке зберігає секрет Великодня (серія «Чудова великодня історія»). У серії «П'ятірняшки 2000» показує, що ще може діяти енергійно.

### Дід Марвіна
Помер, перебуває в Чистилищі. Ім'я його невідоме.

### Рой
На момент серії «Будиночки для ігор» — вітчим Стена. Після розлучення Шерон і Ренді він з'являється як новий партнер Шерон.